# Robin Driscoll
Robin Driscoll (* 28. Juni 1951) ist ein britischer Schauspieler und Drehbuchautor.

## Karriere
Er und Rowan Atkinson sind sehr enge Freunde; die beiden waren 1992 in der Serie Funny Business zu sehen. Als Schauspieler trat er unter anderem in den Serien Only Fools and Horses, Murder Most Horrid, Dear John, Alas Smith & Jones, Wilderness Road und The Fast Show auf. Als Drehbuchautor schrieb er an zahlreichen Episoden der Serie Mr. Bean, in der Atkinson die Titelrolle spielte, mit, und war auch an der Entwicklung und Produktion der Serie beteiligt. Zudem hatte er in mehreren Folgen von Mr. Bean zumeist kleinere Nebenrollen. Auch an der 2002 erschienenen Mr. Bean-Zeichentrickserie war er als Autor und Produzent beteiligt. 

## Filmographie
- 1984: They Came from Somewhere Else
- 1986: Wilderness Road
- 1987: Hello Mum
- 1989: Mornin’ Sarge
- 1990–1995: Mr. Bean
- 1994–1996: The Fast Show
- 2002/03: Mr. Bean (Zeichentrickserie)